# Suemez Island
Suemez Island fa parte dell'arcipelago Alessandro, nell'Alaska sud-orientale (Stati Uniti d'America). Amministrativamente appartiene alla Census Area di Prince of Wales-Hyder dell'Unorganized Borough. L'isola si trova all'interno della Tongass National Forest.

## Geografia
Suemez si trova a ovest dell'isola Principe di Galles e a nord-ovest dell'isola di Dall. È bagnata a nord-ovest dalle acque della baia di Bucareli (Bucareli Bay), oltre la quale si trova l'isola di Baker, mentre a sud si affaccia sull'oceano Pacifico. La superficie totale dell'isola è di 153,1 km², la sua altezza massima è di 654 m.
Intorno all'isola sono presenti le seguenti masse d'acqua (da nord in senso orario):
- Canale di Ulloa (Ulloa Channel)[5] 55°18′47″N 133°16′20″W - Il canale collega a nord la baia di Bucareli (Bucareli Bay) con il canale Meares (Meares Passage) più a sud. Divide inoltre l'isola dell'isola Principe di Galles. Nel canale sono presenti le seguenti baie:
  - Baia di Adrian (Adrian Cove)[6] 55°20′03″N 133°18′50″W - La baia, che si trova all'entrata nord del canale di Ulloa (Ulloa Channel), è ampia 0,6 chilometri.
  - Baia di Refugio (Port Refugio)[7] 55°17′22″N 133°18′32″W - La baia si trova di fronte alla località Waterfall situata sull'isola Principe di Galles.
- Canale di Meares (Meares Passage)[8] 55°14′39″N 133°13′44″W - Il canale a nord si collega col canale di Ulloa (Ulloa Channel) mentre a sud confina con l'oceano Pacifico. Divide inoltre l'isola dall'isola di Dall (Dall Island).
- Baia di Arena (Arena Cove)[9] 55°13′23″N 133°23′21″W - È l'unica baia dell'isola a sud sull'oceano Pacifico; è ampia 1,3 chilometri.
- Baia di Bucareli (Bucareli Bay)[10] 55°22′12″N 133°24′14″W - La baia collega l'oceano Pacifico, a sud, con a nord il canale di Ulloa (Ulloa Channel). Divide inoltre l'isola dall'isola di Baker posta ad ovest. La baia di Bucareli è molto grande e comprende, sul lato dell'isola di Suemez, alcune insenature e baie:
  - Baia di Santa Cruz (Port Santa Cruz)[11] 55°16′43″N 133°25′33″W
  - Baia di Indiada (Indiada Cove)[12] 55°16′24″N 133°27′34″W - La baia è ampia 0,8 chilometri e si trova all'interno dell'insenatura Port Santa Cruz.
  - Baia di Aguada (Aguada Cove)[13] 55°16′18″N 133°25′49″W - La baia è ampia 1,6 chilometri e si trova all'interno dell'insenatura Port Santa Cruz.
  - Baia di Dolores (Port Dolores)[14] 55°19′49″N 133°23′53″W - La baia è ampia 2,2 chilometri.

Sull'isola sono presenti alcuni promontori (da nord in senso orario):
- Canale di Ulloa (Ulloa Channel):
  - Promontorio di Verde (Point Verde)[15] 55°18′26″N 133°17′52″W - L'elevazione del promontorio, che si trova all'entrata nord della baia di Refugio (Port Refugio), è di 6 metri.
  - Promontorio di Bocas (Point Bocas)[16] 55°17′09″N 133°16′02″W - L'elevazione del promontorio, che si trova all'entrata sud della baia di Refugio (Port Refugio), è di 238 metri.
- Oceano Pacifico:
  - Promontorio di Lontana (Lontana Point)[17] 55°12′33″N 133°20′09″W - L'elevazione del promontorio, che si trova all'estremo sud dell'isola, è di 117 metri.
  - Promontorio di Felix (Cape Felix)[18] 55°12′44″N 133°26′09″W - L'elevazione del promontorio, che si trova all'estremo sud dell'isola, è di 43 metri.
- Baia di Bucareli (Bucareli Bay):
  - Promontorio di Rosary (Point Rosary)[19] 55°16′22″N 133°27′44″W - L'elevazione del promontorio, che si trova all'entrata sud della baia di Santa Cruz (Port Santa Cruz), è di 6 metri.
  - Promontorio di Isleta (Point Isleta)[20] 55°16′21″N 133°26′36″W - L'elevazione del promontorio, che divide la baia di Indiada (Indiada Cove) dalla baia di Aguada (Aguada Cove), è di 32 metri.
  - Promontorio di Cruz (Point Cruz)[21] 55°16′14″N 133°25′28″W - Il promontorio si trova all'interno della baia di Santa Cruz (Port Santa Cruz).
  - Promontorio di San Jose (Point San Jose)[22] 55°17′23″N 133°26′55″W - L'elevazione del promontorio, che si trova all'entrata nord della baia di Santa Cruz (Port Santa Cruz), è di 134 metri.
  - Promontorio di Quemada (Point Quemada)[23] 55°18′33″N 133°27′27″W - L'elevazione del promontorio è di 52 metri.
  - Promontorio di Arboleda (Point Arboleda)[24] 55°19′06″N 133°27′21″W - L'elevazione del promontorio è di 27 metri.
  - Promontorio di Fula (Point Fula)[25] 55°19′23″N 133°26′32″W - L'elevazione del promontorio è di 21 metri.
  - Promontorio di Remedios (Point Remedios)[26] 55°19′38″N 133°25′47″W - L'elevazione del promontorio è di 10 metri.
  - Promontorio di Barrigon (Point Barrigon)[27] 55°19′38″N 133°24′59″W - L'elevazione, che si trova all'entrata sud della baia di Dolores (Port Dolores), del promontorio è di 14 metri.
  - Promontorio di Arucenas (Point Arucenas)[28] 55°20′12″N 133°23′23″W - L'elevazione del promontorio è di 39 metri.
  - Promontorio di Cangrejo (Point Cangrejo)[29] 55°20′43″N 133°21′13″W - L'elevazione del promontorio, che divide la baia di Bucareli (Bucareli Bay) dal canale di Ulloa (Ulloa Channel), è di 20 metri.

## Storia
L'isola è stata denominata tra il 1775 e il 1779 da Juan Francisco de la Bodega y Quadra e Francisco Antonio Mourelle come Isla Suemez. Dionisio Alcalá Galiano la chiamò Guemes nella sua mappa pubblicata nel 1802, che potrebbe essere l'ortografia corretta poiché il nome "Guemes" si riferisce a Juan Vicente de Güemes Padilla Horcasitas y Aguayo, viceré della Nuova Spagna dal 1789 al 1794.